# غاستون إدواردو مولينا
غاستون إدواردو مولينا (بالإسبانية: Gaston Eduardo Molina)‏ (23 يوليو 1980 في الأرجنتين - 26 فبراير 2010 في فيتنام) هو لاعب كرة قدم أرجنتيني في مركز الهجوم. لعب مع فيرو كاريل أويستي ونادي إس إتش بي دا نانغ ونادي بيكامكس بين دونغ.